# Patrick Keegan
Patrick Keegan (* 11. Februar 1916 bei Liverpool; † 8. März 1990 in Bristol) war Präsident der Young Christian Workers (YCW).

## Leben
Patrick Keegan war von 1960 bis 1966 internationaler Präsident der Jeunesse ouvrière chrétienne/Young Christian Workers (JOC/YCW, deutsch: Christliche Arbeiterjugend CAJ), die 1925 durch den Belgier und späteren Kardinal Joseph Cardijn gegründet worden war und sich schnell weltweit ausbreitete. Keegan war Gründungsmitglied der 1937 gegründeten Young Christian Workers in England und bis 1950 nationaler Präsident der YCW. Bei seiner Teilnahme am Zweiten Vatikanischen Konzil hielt er als erster Laie bei auf diesem Konzil eine Rede, und zwar bei der 100. Generalkongregation am 13. Oktober 1964, als über das Dekret über das Apostolat der Laien, Apostolicam actuositatem, beraten wurde. Ebenso arbeitete er beim Entstehen der Pastoralkonstitution über die Kirche in der Welt dieser Zeit, Gaudium et spes, mit.